# Treignat
Treignat je francouzská obec v departementu Allier v regionu Auvergne. V roce 2011 zde žilo 447 obyvatel.

## Sousední obce
Archignat, Leyrat (Creuse), Nouhant (Creuse), Saint-Sauvier, Soumans (Creuse)

## Vývoj počtu obyvatel
Počet obyvatel 